# Audioweg Gusen
Das unsichtbare Lager – Audioweg Gusen ist ein Kunstprojekt des in Berlin lebenden Künstlers Christoph Viscorsum (vormals: Christoph Mayer chm.).

## Intention
Auf einem etwa 2,5 Kilometer langen Pfad, der in etwa 96 Minuten durchwandert wird, vermittelt dieses Kunstprojekt Informationen und Reflexionen zum ehemaligen KZ-Komplex Gusen I und Gusen II, der durch Überbauung in den Nachkriegsjahrzehnten quasi unsichtbar geworden ist. Benutzer des Audioweges Gusen werden beim Gehen über Kopfhörer von Überlebenden, Tätern, einer Sprecherin und Menschen, die heute im Bereich der ehemaligen Konzentrationslager von Gusen leben, am authentischen Ort informiert, geführt und tauchen – ähnlich einer Zeitreise – in das tragische Geschehen während des Zweiten Weltkrieges ein.

## Verlauf
Der Audioweg Gusen beginnt beim Besucherzentrum Gusen in Langenstein und endet vor dem verschlossenen Zugangstor zu Bergkristall, der großen ehemaligen unterirdischen Flugzeugfabrik des Konzentrationslagers (KZ) Gusen II in St. Georgen an der Gusen. Er führt vorbei am ehemaligen Jourhaus (dem Haupteingang) zum ehemaligen KZ Gusen I, zwei noch bestehenden SS-Verwaltungsgebäuden, dem heute als Wohnhaus benutzen ehemaligen Häftlingsbordell, den ebenfalls bereits damals in Massivbauweise ausgeführten beiden Häftlingsblocks 6 und 7/8, dem heute teilweise verschütteten Appellplatz, den Ruinen des ehemaligen Steinbrechers und dem Memorial Gusen. Der Audioweg führt weiter über das Areal des ehemaligen Häftlingsreviers mit seinen Bahnhof genannten Sterbebaracken zum Areal des ehemaligen KZ Gusen II. Von dort geht es auf der Trasse der ehemaligen Schleppbahn des ehemaligen KZ-Komplexes zum ehemaligen SS-Übernahmebahnhof und der 1941 ebenfalls von KZ-Häftlingen errichteten Schleppbahnbrücke zum heutigen Zugangsportal der ehemaligen Flugzeugfabrik  Bergkristall des KZ Gusen II.

## Eröffnung
Der Audioweg Gusen wurde 2007 von Barbara Prammer, der Präsidentin des Österreichischen Nationalrates, eröffnet und kann auch in den Sprachversionen Englisch und Italienisch begangen werden.

## Verfügbarkeit der Audiogeräte
Die erforderlichen Audiogeräte können nach telefonischer Anmeldung im Mauthausen Memorial im Besucherzentrum Gusen (und event. in den Gasthäusern Pree (Gusen) und Marktstube (St. Georgen)) kostenfrei ausgeliehen werden.

## Projektteam
Beteiligte beim Projekt Audioweg Gusen:
- Idee und künstlerische Realisierung: Christoph Viscorsum (vormals:Christoph Mayer chm.)
- Dramaturgie, Co-Regie und Audioproduktion: Andreas Hagelüken
- Musik: Kai-Uwe Kohlschmidt
- Stimme: Jule Böwe
- Außentonaufnahmen: Jörg Theil
- Sounddesign: Jörg Höhne, Robin Pohle, Sven Serfling
- historische Beratung: Rudolf Haunschmied, Bertrand Perz
- psychologische Beratung: Clava Grimm
- Organisation: Luis Wohlmuther
- Öffentlichkeitsarbeit: die jungs kommunikation